# Oś zła
Oś zła (ang. „Axis of evil”) – propagandowy termin wprowadzony przez George’a W. Busha na określenia państw, które w optyce Stanów Zjednoczonych prowadzą agresywną politykę zagraniczną, dążą do wyprodukowania broni masowego rażenia i wspierają międzynarodowy terroryzm. 

Państwa osi zła:
(1) barwa zielona: Iran, Irak i Korea Północna;
(2) barwa pomarańczowa: państwa wymienione w przemowie Johna R. Boltona – Kuba, Libia i Syria;
(3) barwa błękitna: państwa wymienione przez Condoleezzę Rice – Białoruś, Mjanma, Zimbabwe

Po raz pierwszy termin ten został użyty przez amerykańskiego prezydenta podczas orędzia prezydenckiego, wygłoszonego 29 stycznia 2002 roku. Do państw „osi zła” zaliczone zostały Irak, Iran oraz Korea Północna. 6 maja 2002 pojęcie państw „osi zła” w swoim wystąpieniu „Beyond the Axis of Evil” rozszerzył ówczesny podsekretarz stanu, John R. Bolton. Do Iraku, Iranu oraz Korei Północnej dodał on Kubę, Libię oraz Syrię, jako państwa „celowo dążące do uzyskania dostępu do broni chemicznej oraz biologicznej”. W styczniu 2005 roku przyszła Sekretarz stanu Stanów Zjednoczonych Condoleezza Rice w swoim przemówieniu nazwała państwa, które uznaje się za najbardziej represyjne „placówkami tyranii” (ang. Outposts of tyranny). Zaliczyła do nich Iran, Koreę Północną, Kubę, Białoruś, Zimbabwe i Mjanmę.
Hubert Védrine, ówczesny szef dyplomacji francuskiej, przemówienie George’a W. Busha o państwach „osi zła” określił jako „upraszczającą i absurdalną wypowiedź”.
Z grupy tej został usunięty Irak po II wojnie w Zatoce Perskiej i demokratyzacji Iraku.
Pojęcie państw osi zła „zastąpiło” stosowany od czasów administracji Billa Clintona termin „państwa zbójeckie”.

## Orędzie
Fragment orędzia prezydenta Stanów Zjednoczonych z 29 stycznia 2002 roku, w którym zdefiniowane zostało pojęcie „osi zła” – oraz wymienione zostały kraje, które ją tworzą.

Naszym kolejnym zadaniem powinno być powstrzymanie reżimów sponsorujących terroryzm przed zagrażaniem Ameryce lub naszym przyjaciołom i sojusznikom bronią masowego rażenia. Niektóre z tych reżimów od 11 września są całkiem spokojne. Jednak my znamy ich prawdziwą naturę. Korea Północna jest reżimem zbrojącym się w rakiety i broń masowego zniszczenia, a jednocześnie głodzącym własnych obywateli.
Iran agresywnie rozwija te rodzaje broni i eksportuje terroryzm, w czasie gdy grupa nielegalnie trzymających władzę represjonuje naród irański marzący o wolności.
Irak kontynuuje afiszowanie się ze swoją wrogością wobec Ameryki oraz wspiera terroryzm. Rząd iracki prowadzi zaawansowane prace nad rozwojem wąglika, gazu paraliżującego oraz broni atomowej od ponad dekady. Jest to rząd, który niedawno użył trujących gazów w celu wymordowania tysięcy obywateli własnego państwa – pozostawiając ciała matek obejmujących ich martwe dzieci. Jest to reżim, który najpierw zgadza się na międzynarodowe inspekcje, a następnie wyrzuca inspektorów. Jest to reżim, który ma coś do ukrycia przed cywilizowanym światem.
Państwa takie jak te, oraz ich sprzymierzeńcy-terroryści, tworzą oś zła, zbroją się by zagrozić pokojowi na świecie. Poprzez dążenie do zdobycia broni masowego rażenia, rządy te stanowią poważne i rosnące zagrożenie. Mogą one zaopatrywać w tę broń terrorystów, dając im środki do realizowania swej nienawiści. Mogą oni zaatakować naszych sojuszników lub próbować szantażować Stany Zjednoczone. W każdym z tych przypadków cena obojętności może okazać się katastrofalną.